# 唯我論
唯我論（英語：Solipsism）是一种认为只有自己的心靈是唯一可以確認为真实存在的哲學理論。

## 字源
唯我論是由拉丁語：，意為唯獨、唯一，以及拉丁語：，意為自我，所組成。字面意思為我。

## 歷史
唯我論的歷史悠久，在文獻上，最早提出這個命題的，是古希臘詭辯學派哲學家高爾吉亞。

## 種類

### 形上學唯我論
形上学唯我论是唯我论的一种。基于主观唯心主义。形上学的唯我论者认为，自我是唯一真实的存在，包括外部世界和其他人在内的所有现实都是该自我的代表，且没有独立的存在。形上学唯我论有很多种，例如卡斯帕尔·黑尔（Caspar Hare）的现实唯我主义（或透视现实主义），在这种理论中，其他人是有意识的，但他们的经历却根本不存在。

### 認識論唯我論
认识论上的唯我论认为只有主体自己脑海中的内容是可知的，外部世界则是不可知的（但不一定是虚假的）。此外，外部世界是不是独立于自己的头脑或心灵而存在也是不可知的。例如，可能是一个类似于神的存在控制了心灵的感觉，使主体感觉好像有一个外部世界，而它的大部分（不包括类似于神的存在和自己）是虚假的。

## 要点
唯我论并不等同于否认物质的存在。
形上学唯我论世界观的特征之一是怀疑其他人的精神的存在。由于只有自己才能知道自身的经历且无法用语言表述它，因此只能通过类比的手段来了解他人的经历。
哲学家们试图不仅利用推论或类比来构建思想。然而，笛卡尔认识论的错误带给了人们这样一种观点，即在没有任何确凿的证据证明“我”存在的前提下，没有思想能比“我思故我在”发展得远。